# Freternia
Freternia är ett svenskt power metal-band från Borås som bildades 1998. 2000 släppte de sitt debutalbum Warchants & Fairytales via skivbolaget Loud'n'Proud. 2002 släppte bandet sitt andra album A Nightmare Story via skivbolaget Arise Records. 2019 släppte bandet sitt tredje album The Gathering via skivbolaget Rock of Angels Records.

## Medlemmar
Nuvarande medlemmar
- Pasi Humppi – sång (1998–)
- Patrik von Porat – sologitarr (1998–2000, 2018–)
- Tomas Wäppling – rytmgitarr (1998–)
- Nicklas von Porat – basgitarr (2018–)
- Tommie Johansson – keyboard (1998–)
- Oskar Lumbojev – trummor (2018–)

Tidigare medlemmar
- Peter Wiberg – basgitarr
- Martin Tilander – trummor
- Niclas Karlsson – gitarr
- Stefan Svantesson – trummor (1998–2002)
- Bo Pettersson – gitarr (1998–1999)
- Mikael Bakajev – gitarr (1999–2001)
- Andreas Heleander – gitarr (2000–2001)

## Diskografi
Demo
- The Blood of Mortals (1998)
- Somewhere in Nowhere (1999)

Studioalbum
- Warchants & Fairytales (2000)
- A Nightmare Story (2002)
- The Gathering (2019)

EP
- Age of War (2009)

Annat
- Swedish Metal Triumphators Vol. 1 (splitalbum: Freternia / Persuader) (2000)